# 'Nu jeans e 'na maglietta
'Nu jeans e 'na maglietta è l'ottavo album in studio del cantante italiano Nino D'Angelo, pubblicato il 3 agosto 1982.

## Descrizione
Pubblicato in LP con 10 brani, l'album è stato successivamente edito in formato CD con l'aggiunta di ulteriori 6 brani.
D'Angelo interpretò l'anno successivo il film Un jeans e una maglietta, ispirato all'album, come era successo con Celebrità nel biennio 80-81.

## Tracce
1. 'Nu jeans e 'na maglietta
2. 'O studente
3. Canto pe tte
4. Che si pe mme
5. Bambola
6. E vinciute tu
7. Arrivederci scuola
8. Ballammo
9. N'artista
10. Busciarda tu

## Versione CD
1. 'Nu jeans e 'na maglietta 4:52
2. 'O studente 3:44
3. Canto pe tte 3:03
4. Che si pe mme 4:18
5. Bambola 3:16
6. E vinciute tu 5:32
7. Arrivederci scuola 2:30
8. Ballammo 4:20
9. N'artista 2:45
10. Busciarda tu 3:45
11. Cara amica no 4:00
12. Pop Corn e Patatine 3:21
13. Pe mme tu si 3:20
14. 'O speniello 3:26
15. A domani 3:19
16. Con jeans y camiseta 4:39